# Sainte-Marthe-sur-le-Lac
Sainte-Marthe-sur-le-Lac è un comune del Canada, situato nella provincia del Québec, nella regione di Laurentides.